# 選史
『選史』（ペルシア語: Tarikh-i Guzīda）とは、ハムドゥッラー・ムスタウフィー・カズヴィーニーによって編纂されたペルシア語史書。イルハン朝（フレグ・ウルス）第9代君主アブー・サイードの治世に、宰相のギヤースッディーンに献呈された。『選史』は（1）旧約聖書に基づく世界観、（2）イラン神話に基づく世界観、（3）テュルク・モンゴル系遊牧民の世界観という系統の異なる世界観を初めて整理・体系化した史書であり、手頃な文量と平易な文章も相まって広く流布し、『選史』以後のイラン史叙述に多大な影響を与えた。

## 概要
ムスタウフィーの先祖はセルジューク朝の時代より代々財務官僚を務めてきた名家で、ムスタウフィーもまたカズヴィーン等の知事に任じられたイルハン朝の高官であった。ムスタウフィーは根っからの財務官僚であったがラシードゥッディーンの歴史編纂事業を見て歴史学に興味を持ち、歴史学の主題と内容を財務文書の作成術に基づいて整理・体系化したいとの意図を抱くに至った。こうして編纂されたのが『選史』で、内容としては天地創世からモンゴル（イルハン朝）にいたるイラン史を扱っている。
『選史』最大の特徴は「イラン史」の叙述に特化している点にあり、例えばイランに留まらない広大な版図を有するウマイヤ朝史やアッバース朝史は「イランにおける支配を終えた」ことをもって叙述を終えている。また、サーマーン朝、ブワイフ朝、セルジューク朝といったイスラーム化以後の諸王朝についてもその出自を古代イランの有力者に求め、イラン史の伝統を強調している。さらに、『選史』は旧約聖書に基づく人類創世神話、イラン神話、オグズ神話に登場する伝説上の人物がどの時代に活躍したか整理し、この3つの異なる世界観を初めて体系化した。
このように、従来の様々な史観を統合する形で編纂された『選史』は当時のイラン人の歴史観を知るのに最良の書であり、後世のペルシア語史書編纂に多大な影響を残した。近現代の研究者の間でもその有用性は注目されており、20世紀初めには全文のファクシミリ版と抄訳が公開されている。

## 内容
- 序章：天地創造
- 1章：予言者・賢者
- 2章：前イスラーム時代の諸王
- 3章：預言者・正統カリフ・十二イマーム・ウマイヤ朝・アッバース朝
- 4章：イスラーム時代の諸王朝
- 5章：宗教指導者・知識人
- 6章：カズウィーン地誌
- 跋文：預言者・王・賢者の系譜